# Emile Daems
Emile Daems (Genval, 4 aprile 1938 – Wavre, 17 ottobre 2024) è stato un ciclista su strada belga.
Professionista dal 1959 al 1966, vinse una Parigi-Roubaix, una Milano-Sanremo e un Giro di Lombardia, oltre a quattro tappe al Tour de France.

## Carriera
Daems disputò solo sette stagioni da professionista, prima di un forzato ritiro nel 1966 per i postumi di una violenta caduta nella Sei Giorni di Bruxelles del 1965, ma ebbe lo stesso un ricco palmarès: prima varie affermazioni in classiche belghe e poi nel 1960 due tappe al Giro d'Italia, il Giro dell'Appennino (di cui è stato il primo vincitore non italiano) e il Lombardia, che per la prima volta prevedeva il temutissimo Muro di Sormano.
L'anno seguente fu suo il Giro di Sardegna, ma subì una sconfitta alla Parigi-Roubaix ad opera di Rik Van Looy: già poco dopo il traguardo promise vendetta, che arrivò due anni dopo, sempre alla Roubaix, questa volta con Daems primo e Van Looy secondo. Nel 1962 ci furono inoltre la conquista della Milano-Sanremo e tre tappe del Tour de France tra cui la frazione di Briançon che prevedeva le salite del Col di Restefond, del Vars e l'Izoard.
Molti anni dopo il suo ritiro, il figlio Corneille Daems entrò nel mondo professionistico.

## Palmarès
- 1958 (dilettanti)

Grand Prix Bodson
Classifica generale Berliner Etappenfahrt
- 1959 (Peugeot, due vittorie)

Hoeilhaart-Diest-Hoeilhaart
Giro delle Fiandre indipendenti
- 1960 (Philco, sei vittorie)

Circuit de l'Ouest de la Belgique à Mons
Nationale Sluitingsprijs
9ª tappa, 1ª semitappa Giro d'Italia (Livorno > Carrara)
19ª tappa Giro d'Italia (Belluno > Trento)
Giro dell'Appennino
Giro di Lombardia
- 1961 (Philco, quattro vittorie)

Grand Prix du Brabant Wallon
Classifica generale Giro di Sardegna
3ª tappa Tour de France (Roubaix > Charleroi)
Giro del Ticino
- 1962 (Philco, otto vittorie)

Circuit du Limbourg
5ª tappa, 1ª semitappa Giro di Sardegna (Olbia > Tempio Pausania)
2ª tappa, 1ª semitappa Parigi-Nizza (Pouilly > Château-Chinon)
Milano-Sanremo
5ª tappa Tour de France (Pont-l'Évêque > Saint-Malo)
16ª tappa Tour de France (Montpellier > Aix-en-Provence)
18ª tappa Tour de France (Juan-les-Pins > Briançon)
Giro del Ticino
- 1963 (Peugeot, due vittorie)

Boucles de Roquevaire
Parigi-Roubaix
- 1964 (Peugeot, una vittoria)

Circuit de la Vallée de la Senne
- 1965 (Ignis, una vittoria)

Grand Prix du Tournaisis

### Altri successi
- 1960 (Philco)

Trofeo Longines (con Guido Carlesi, Silvano Ciampi, Rolf Graf, Alfredo Sabbadin)

## Piazzamenti

### Grandi giri
- Giro d'Italia

1960: 84º
1962: ritirato
- Tour de France

1961: ritirato (10ª tappa)
1962: 13º
1963: 67º
1964: fuori tempo (5ª tappa)

### Classiche monumento
- Milano-Sanremo

1960: 79º
1961: 15º
1962: vincitore
1964: 49º
1965: 68º
- Giro delle Fiandre

1961: 4º
1962: ritirato
1963: 8º
1964: 19º
- Parigi-Roubaix

1961: 6º
1962: 2º
1963: vincitore
1964: 15º
- Liegi-Bastogne-Liegi

1960: 21º
1961: 6º
1962: ritirato
1964: ritirato
1965: 15º
- Giro di Lombardia

1960: vincitore
1962: 4º

### Competizioni mondiali
- Campionati del mondo

Sachsenring 1960 - In linea: 19º
Salò 1962 - In linea: 35º